# Guy Thomas
Cet article concerne le parolier et poète français. Pour le journaliste français, voir Guy Thomas (journaliste).
Pour les articles homonymes, voir Thomas.
Guy Thomas, né le 9 juillet 1934 à Ensival (aujourd'hui Verviers) en Belgique et mort le 19 janvier 2020 à Lons-le-Saunier (France), est un parolier et poète français d'origine belge ayant écrit plusieurs chansons à succès, notamment pour et en collaboration avec Jean Ferrat.

## Biographie

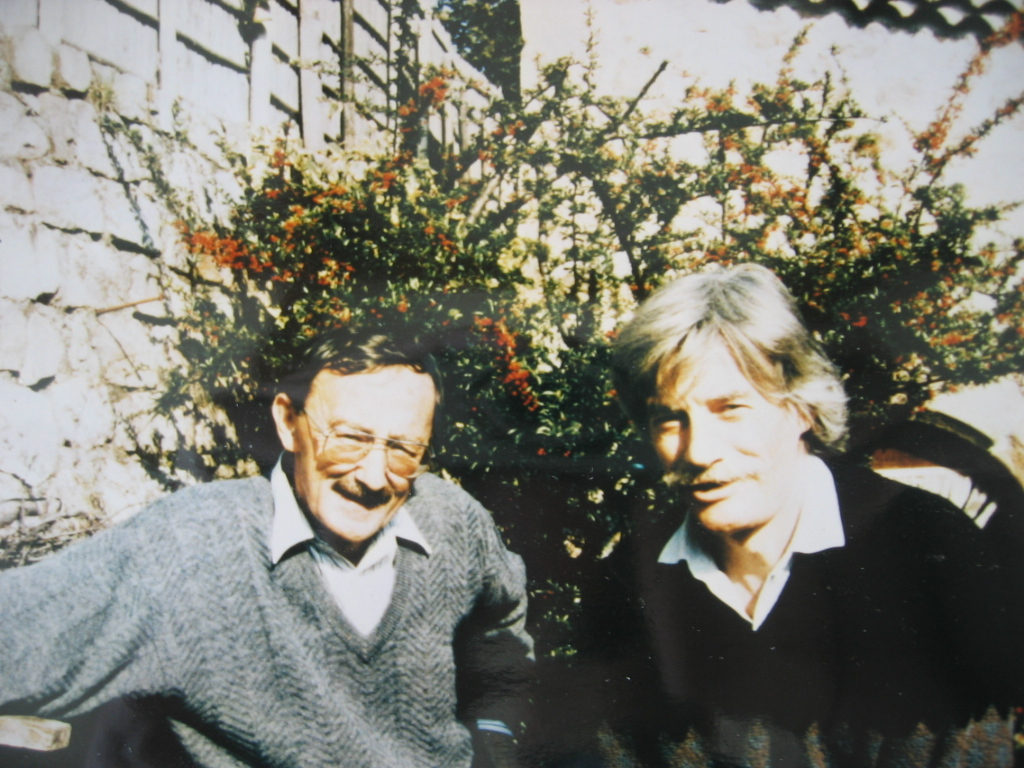
Guy Thomas et Jean Ferrat.

Guy Thomas naît en Belgique, fils d'un père bourguignon et d'une mère wallonne.
Il publie dès son adolescence ses premiers poèmes dans diverses revues poétiques, par lesquelles il est remarqué entre autres par Léo Ferré, François Mauriac, Georges Brassens et Jean Rostand. Il s'installe dans le petit village jurassien de Pillemoine et devient professeur de français dans la ville voisine de Champagnole.
À partir de 1960, il rencontre François Cavanna, fondateur des journaux satiriques Hara-Kiri et Charlie Hebdo et collabore avec lui.
En 1969, il publie son premier livre de poésie Vers boiteux pour un aveugle puis, à partir de 1975, le texte de futures chansons, Le Bruit des bottes, Le Singe, Berceuse pour un petit Loupiot, Le chef de gare est amoureux, et les recueils Voyez comme on danse, Les Aventures du poète Gugusse, Goualantes du Pierrot bossu qui n'y voit que d'un œil.
Il écrit de nombreux textes de chansons pour Jean Ferrat, Isabelle Aubret, Francesca Solleville, Jean-Marie Vivier, Zouzou Thomas, James Ollivier, Claude Antonini, André Priéto.
Il meurt le 19 janvier 2020 à Lons-le-Saunier des suites de problèmes pulmonaires.

## Chansons

### Les interprètes de Guy Thomas
- Sources : 
  - Site officiel de Guy Thomas [4]
  - Discographie de Jean Ferrat
- Nota : La classification est établie par ordre alphabétique des noms des interprètes. La liste n'est pas (forcément) exhaustive.

| Interprète           | Compositeur          | Titre                           | Date | Support                                | Création Originale (C.O.) Reprise (R.) |
| -------------------- | -------------------- | ------------------------------- | ---- | -------------------------------------- | -------------------------------------- |
| Claude Antonini      | Claude Antonini      | Vocation                        |      |                                        | C.O.                                   |
| Isabelle Aubret      | Jean Ferrat          | Mon petit chercheur d'or        |      |                                        | C.O.                                   |
| Isabelle Aubret      | Jean Ferrat          | Amazonie                        |      |                                        | C.O.                                   |
| Isabelle Aubret      | Jean Ferrat          | Les Cerisiers                   |      |                                        | R.                                     |
| Jean Ferrat          | Jean Ferrat          | La Leçon buissonnière           | 1972 | album À moi l'Afrique                  | C.O.                                   |
| Jean Ferrat          | Jean Ferrat          | Le Petit Trou pas cher          | 1972 | super 45 tours                         | C.O.                                   |
| Jean Ferrat          | Jean Ferrat          | Caserne                         | 1972 | super 45 tours                         | C.O.                                   |
| Jean Ferrat          | Jean Ferrat          | Le Singe                        | 1975 | album La femme est l'avenir de l'homme | C.O.                                   |
| Jean Ferrat          | Jean Ferrat          | Berceuse pour un petit loupiot  | 1975 | album La femme est l'avenir de l'homme | C.O.                                   |
| Jean Ferrat          | Jean Ferrat          | Le Bruit des bottes             | 1975 | album La femme est l'avenir de l'homme | C.O.                                   |
| Jean Ferrat          | Jean Ferrat          | Le chef de gare est amoureux    | 1979 | album Les Instants volés               | C.O.                                   |
| Jean Ferrat          | Jean Ferrat          | Je ne suis qu'un cri            | 1985 | album Je ne suis qu'un cri             | C.O.                                   |
| Jean Ferrat          | Jean Ferrat          | Hospitalité                     | 1985 | album Je ne suis qu'un cri             | C.O.                                   |
| Jean Ferrat          | Jean Ferrat          | L'Âne                           | 1985 | album Je ne suis qu'un cri             | C.O.                                   |
| Jean Ferrat          | Jean Ferrat          | Vient mon frelot                | 1985 | album Je ne suis qu'un cri             | C.O.                                   |
| Jean Ferrat          | Jean Ferrat          | Concessions                     | 1985 | album Je ne suis qu'un cri             | C.O.                                   |
| Jean Ferrat          | Jean Ferrat          | Comptine pour Clémentine        | 1985 | album Je ne suis qu'un cri             | C.O.                                   |
| Jean Ferrat          | Jean Ferrat          | La Porte à droite               | 1985 | album Je ne suis qu'un cri             | C.O.                                   |
| Jean Ferrat          | Jean Ferrat          | Le Cœur fragile                 | 1985 | album Je ne suis qu'un cri             | C.O.                                   |
| Jean Ferrat          | Jean Ferrat          | Le Châtaignier                  | 1985 | album Je ne suis qu'un cri             | C.O.                                   |
| Jean Ferrat          | Jean Ferrat          | Petit                           | 1985 | album Je ne suis qu'un cri             | C.O.                                   |
| Jean Ferrat          | Jean Ferrat          | Vipères lubriques               | 1985 | album Je ne suis qu'un cri             | C.O.                                   |
| Jean Ferrat          | Jean Ferrat          | Pardonnez-moi mademoiselle      | 1985 | album Je ne suis qu'un cri             | C.O.                                   |
| Jean Ferrat          | Jean Ferrat          | Le Kilimandjaro                 | 1985 | album Je ne suis qu'un cri             | C.O.                                   |
| Jean Ferrat          | Jean Ferrat          | Les Cerisiers                   | 1985 | album Je ne suis qu'un cri             | C.O.                                   |
| Les Nomades          | Les Nomades          | 5e Étage blues                  |      |                                        | C.O.                                   |
| Les Nomades          | Jean Ferrat          | Je ne suis qu'un cri            |      |                                        | R.                                     |
| Les Nomades          | Jean Ferrat          | La Porte à droite               |      |                                        | R.                                     |
| Les Nomades          | Jean Ferrat          | Petit                           |      |                                        | R.                                     |
| Les Nomades          | Jean Ferrat          | Les Cerisiers                   |      |                                        | R.                                     |
| Les Octaves          | Jean Ferrat          | Berceuse pour un petit Loupiot  |      |                                        | R.                                     |
| James Ollivier       | James Ollivier       | Aquarelles                      |      |                                        | C.O.                                   |
| James Ollivier       | James Ollivier       | Framboise                       |      |                                        | C.O.                                   |
| Yannick Savoye       | Yannick Savoye       | Les Dingues                     |      |                                        | C.O.                                   |
|                      |                      |                                 |      |                                        |                                        |
| André Prieto         | André Priéto         | A la nuit tombante              | 2024 | album le Rouge et le Noir APGT001 2025 | C.O                                    |
| André Prieto         | André Priéto         | Le Rouge et le noir             | 2024 | Album Le Rouge et le Noir              | C.O                                    |
| André Priéto         | André Priéto         | Un jour je dormirai             | 2024 | album Le Rouge et le Noir              | C.O                                    |
| André Priéto         | André PRIETO         | Le testament                    | 2024 | album le Rouge et le Noir              | C.O                                    |
| André Priéto         | André Priéto         | Le ciel de lit                  | 2024 | album le Rouge et le Noir              | C.O                                    |
| André Prieto         | André Priéto         | Tes cheveux roux                | 2024 | album le Rouge et le Noir              | C.O                                    |
| André Priéto         | André Prieto         | Les petites gens                | 2024 | album le Rouge et le Noir              | C.O                                    |
| André Prieto         | André Prieto         | La folie douce                  | 2024 | album le Rouge et le Noir              | C.O                                    |
| André Prieto         | André Prieto         | Les moments perdus              | 2024 | album le Rouge et le Noir              | C.O                                    |
| André Prieto         | André Prieto         | 5e etage blues                  | 2024 | album le Rouge et le Noir              | C.O                                    |
| André Prieto         | André Prieto         | Chacun son camp                 | 2024 | album le Rouge et le Noir              | C.O                                    |
| André Prieto         | André Prieto         | Crayon d'ardoise                | 2024 | album le Rouge et le Noir              | C.O                                    |
| André Prieto         | James Ollivier       | Aquarelles                      | 2000 | album James OLLIVIER chante les poetes | R.                                     |
| André Prieto         | Jean Ferrat          | Le bruit des bottes             | 1975 | album La femme est l'avenir de l'homme | R                                      |
| Francesca Solleville | Jean Ferrat          | Adultère                        |      |                                        | C.O.                                   |
| Francesca Solleville | Francesca Solleville | L'Escarpolette                  |      |                                        | C.O.                                   |
| Francesca Solleville | Jean Ferrat          | Une écolière au tableau noir    |      |                                        | C.O.                                   |
| Francesca Solleville | P.. Koulak           | Quand le bonheur est une orange |      |                                        | C.O.                                   |
| Francesca Solleville | Jean Ferrat          | Je ne suis qu'un cri            |      |                                        | R.                                     |
| Francesca Solleville | Jacques Boyer        | Un vieux                        |      |                                        | C.O.                                   |
| Francesca Solleville |                      | Totem                           |      |                                        | C.O.                                   |
| Zouzou Thomas        | Zouzou Thomas        | Ah ! C'que t'es moche           |      |                                        | C.O.                                   |
| Zouzou Thomas        | Zouzou Thomas        | Chez Robinson                   |      |                                        | C.O.                                   |
| Zouzou Thomas        | Zouzou Thomas        | Une femme cool                  |      |                                        | C.O.                                   |
| Jean-Marie Vivier    | Jean-Marie Vivier    | Je veux pas de vos ragougnasses |      |                                        | C.O.                                   |
| Jean-Marie Vivier    | Jean-Marie Vivier    | Petit Bonhomme                  |      |                                        | C.O.                                   |

## Publications

### Recueils de poèmes
- Vers boiteux pour un aveugle, 1969.
- Voyez comme on danse, 1976.
- Les Aventures du poète Gugusse, 1978.
- Goualantes du Pierrot bossu qui n'y voit que d'un œil, 1984.
- Quand le bonheur est une orange, 1997 (coffret de 24 poèmes manuscrits illustrés par 24 dessins de Pierre Duc).
- Regards d'artistes, 2000 (coffret d'art, poèmes illustrés par des huiles de Pierre Duc).
- Les Insolences d'un drôle de coco, 2006.
- Sur un air de java vache !, 2011.
- Chevrotines et Folies douces, 2013 (Lauréat 2017 du prix Louis-Pergaud[5]).

### Autres
- Je ne suis qu'un cri, 1985 (recueil des paroles des quatorze chansons de l'album Je ne suis qu'un cri de Jean Ferrat).

- Cot cot codec… et autres nouvelles sous la feuille à l'envers, 2010 (recueil de nouvelles en collaboration avec le peintre Pierre Duc).